# Novosilka, Buceaci
Novosilka (în ucraineană Новосілка) este un sat în comuna Iazloveț din raionul Buceaci, regiunea Ternopil, Ucraina.

## Demografie
Componența lingvistică a localității Novosilka
     Ucraineană (99,66%)
     Alte limbi (0,34%)
Conform recensământului din 2001, majoritatea populației localității Novosilka era vorbitoare de ucraineană (99,66%), existând în minoritate și vorbitori de alte limbi.